# Jean-Pierre St-Louis
Pour les articles homonymes, voir St-Louis.
Jean-Pierre St-Louis, né le 31 août 1951 à Mont-Tremblant et mort le 9 avril 2020 à Montréal,, est un cadreur et directeur de la photographie québécois. Il est cofondateur de la Coop Vidéo de Montréal.

## Biographie

### Cinéma

#### Longs métrages
En 1987, il commence sa carrière sur long-métrage aux côtés de Robert Morin et Lorraine Dufour comme directeur photo pour Tristesse modèle réduit. Il collabore ensuite avec le réalisateur sur Requiem pour un beau sans-coeur (1992), Windigo (1994), Quiconque meurt, meurt à douleur (1998), Opération Cobra (2001) et Le Nèg’ (2002). En 1998, il signe la direction photo du film d’Isabelle Hayeur Les siamoises. Il collabore régulièrement avec le réalisateur Bernard Émond, avec qui il travaille sur les documentaires L’instant et la patience, La terre des autres, L’épreuve du feu. Il s'occupe d'ailleurs de la direction photo du second long métrage de fiction de Émond, 20 h 17 rue Darling (2003). Proche collaborateur de Louis Bélanger, il participe à la réalisation de Post Mortem en 1999. Il retourne derrière la caméra pour Bélanger en 2003 et collabore au second long métrage du réalisateur, intitulé Gaz Bar Blues. En 2004, Jean-Pierre St-Louis retourne travailler avec Robert Morin et signe la direction photo du long métrage Que Dieu bénisse l’Amérique. En 2005, il signe celles de Ten Days to Victory de Tim Conrad et de Imitations de Fédérico Hidalgo. En 2006, il travaille à nouveau aux côtés de Louis Bélanger sur l’adaptation cinématographique de la pièce de George F. Walker, Le génie du crime.

#### Courts et moyens métrages
Entre 1977 et 1991, il réalise plusieurs courts et moyens métrages grâce à des bourses du Conseil des Arts du Canada, entre autres Fait divers : elle remplace son mari par une T.V. (1982), Carapace: autoportrait d’un chanteur inconnu (1984) et Zapping : une histoire de salon (1991).

### Documentaires
Jean-Pierre St-Louis travaille comme directeur photo avec Danièle Lacourse en 1984 sur Le pays interdit, avec Yvan Patry et Danièle Lacourse en 1998 sur Le rêve d’Alonso, et aux côtés de Jean-Claude Labrecque en 2004 sur Chemin d’eau.

### Télévision
Jean-Pierre St-Louis co-réalise le magazine culturel Lumières à Radio-Québec, en compagnie de Mario Rouleau, au début des années 1980. Dans les années 1990, il est cadreur dans quelques séries comme Black Harbour, Family, The Secret Adventures of Jules Verne et Kashtin. Il est récompensé pour son travail, en 2000, alors qu’il met la main sur le Prix Gémeaux de la meilleure direction photo pour Deux frères. En 2002, il remporte à nouveau le Prix Gémeaux de la meilleure direction photo, cette fois, pour La Vie, la vie.

## Filmographie

### commecadreur
- 1992 : Requiem pour un beau Sans-cœur[5]

### commedirecteur de photographie
- 1987 : Tristesse modèle réduit[4]
- 1994 : Windigo[6]
- 1998 : Quiconque meurt, meurt à douleur[7]
- 1999 : Les Siamoises[10]
- 1999 : Post mortem[12]
- 2000 : Deux frères (série télévisée)
- 2001 : Opération cobra[8]
- 2001 : La Vie, la vie (série télévisée : 39 épisodes)
- 2002 : Le Nèg'[9]
- 2003 : 20h17 rue Darling[11]
- 2003 : Gaz Bar Blues[13]
- 2004 : Naked Josh (série télévisée)
- 2004 : Le Goût des jeunes filles
- 2005 : Ten Days to Victory
- 2006 : Que Dieu Bénisse l'Amérique[14]
- 2006 : Le Génie du crime[15]
- 2007 : Imitation (en)
- 2009 : Les Dames en bleu (documentaire)
- 2009 : Pax Americana ou la conquête militaire de l'espace (en) (documentaire)
- 2013 : Les Quatre Soldats
- 2015 : Le Journal d'un vieil homme
- 2018 : Pour vivre ici

## Récompenses et distinctions

### Récompenses
- Prix Gémeaux 2000  Direction Photo   2  Frères (série télévisée)
- Prix Gémeaux 2002  Direction Photo   La Vie la vie (série télévisée)
- Hommage AFC 20hr 17 rue Darling Cinéma du Québec, Paris 2003
- AFC: Association Française de Cinématographie
- 2018 : prix de la meilleure photographie au Festival du film Nuits noires de Tallinn 2018 pour la direction photo du film Pour vivre ici de Bernard Émond

### Nominations
- Prix Jutras 2004 : Direction Photo Gaz Bar Blues
- Prix Génie 2004 : Direction Photo Gaz Bar Blues
- Prix Geminis 2005 : Direction Photo Naked Josh (série télévisée)
- Prix Gémeaux 2010 : Direction Photo Naufrages (docu)